# Republicile maritime

Drapelul maritim al Italiei

Republicile maritime (italiană Repubbliche marinare) este un nume colectiv pentru câteva orașe libere care au înflorit în timpul Evului Mediu pe coastele Italiei și ale Dalmației. Republicile Amalfi, Genova, Pisa și Veneția sunt considerate ca fiind cele mai importante, de vreme ce stemele lor apar pe drapelul marinei militare italiene. Există alte republici maritime, mai puțin cunoscute: Ancona, Gaeta și Noli.
Aceste state s-au întrecut atât în plan militar cât și în cel economic. Între secolele al X-lea și al XIII-lea au construit flote mari de vase pentru a se apăra și a suporta rețele extensive de comerț din bazinul Mării Mediterane. De asemenea, au acordat un mare sprijin pentru cruciați. Fiindcă aceste state erau într-o competiție constantă, s-au angajat în alianțe și războaie schimbătoare.
Uniform răspândite de-a lungul peninsulei italiene, în Nord, Centru și Sud, republicile maritime au fost importante nu doar pentru istoria navigației și comerțului: pe lângă mărfuri prețioase altfel imposibil de găsit în Europa, în porturile lor ajungeau și noi idei artistice și știri despre țări îndepărtate.

De-a lungul secolelor, republicile maritime, atât cele mai cunoscute, cât și cele mai puțin cunoscute, dar nu întotdeauna mai puțin importante, au trăit 
perioade de prosperitate și declin, aducând în prim-plan când un oraș, când altul. În secolele IX și X, acest fenomen a început cu Amalfi și Gaeta, care au atins curând perioada lor de maximă splendoare. Între timp, Veneția își începea ascensiunea treptată, în timp ce celelalte orașe trăiau încă lunga gestație care le va duce la autonomie și la urmărirea vocației maritime.
După secolul al XI-lea, Amalfi și Gaeta au intrat rapid în declin, în timp ce Genova și Veneția au devenit cele mai puternice republici, urmate de Pisa, care a trăit momentul său de maximă înflorire în secolul al XIII-lea, și de Ancona și Ragusa, aliate pentru a rezista puterii venețiene. După secolul al XIV-lea, în timp ce Pisa a decăzut până la pierderea libertății sale, Veneția și Genova au continuat să domine navigația, urmate de Ragusa și Ancona, care au trăit în secolul al XV-lea momentul lor de aur. În secolul al XVI-lea, odată cu pierderea autonomiei Anconei, au rămas doar republicile Veneția, Genova și Ragusa, care au trăit încă momente de mare splendoare până la mijlocul secolului al XVII-lea, urmate de mai bine de un secol de decadență lentă și aurită, care s-a încheiat cu invazia napoleoniană.

## Cronologia republicilor maritime

#### Nașterea conceptului de "republici maritime"

##### Înainte de unificarea Italiei

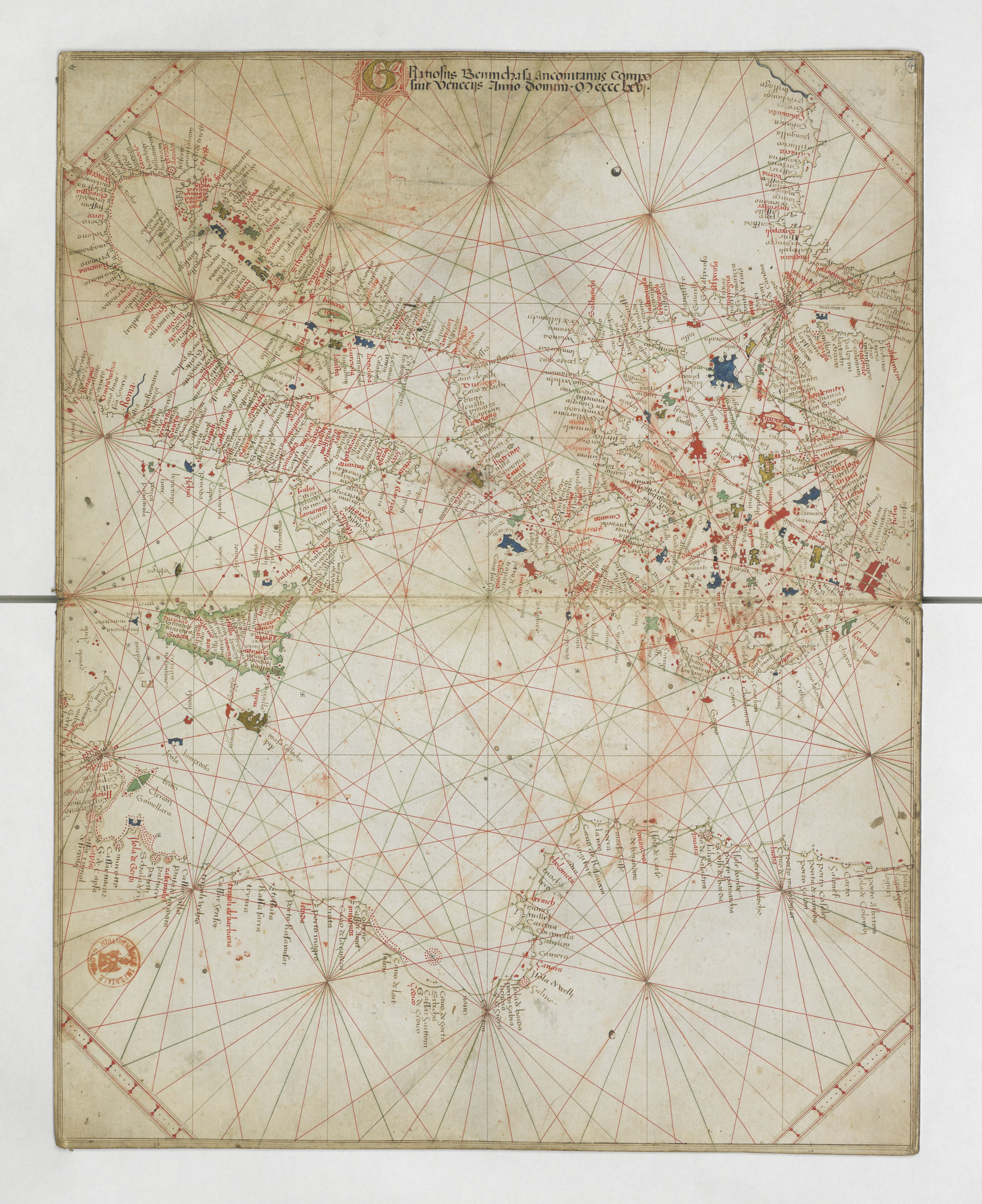
Harta nautică a Mediteranei Orientale, a lui Grazioso Benincasa (1466)

Expresia "republici maritime" a fost inventată de istoriografia secolului al XIX-lea, aproape în coincidență cu sfârșitul ultimei dintre ele: niciunul dintre aceste state nu s-a autodefinit vreodată ca republică maritimă. Istoricul care a introdus această expresie și a clarificat conceptul corespunzător a fost elvețianul Simonde de Sismondi în 1807, în opera sa Storia delle repubbliche italiane dei secoli di mezzo. În textul lui Sismondi, republicile maritime erau văzute ca orașe dedicate în principal luptei între ele pentru probleme legate de propria expansiune comercială, spre deosebire de comunele libere, care luptau împreună împotriva Imperiului, apărându-și cu curaj propria libertate.
În Italia, până la unificare, acest lucru a determinat un verdict negativ asupra orașelor maritime, deoarece istoria lor de lupte reciproce părea în contrast clar cu spiritul risorgimental. Singura excepție a fost considerată rezistența extrem de dificilă și în cele din urmă victorioasă a orașului Ancona în timpul asediului din 1173, când orașul a rezistat împotriva trupelor imperiale ale lui Frederic Barbarossa; acea victorie a intrat în conștiința națională ca o anticipare a luptei patrioților italieni împotriva cuceritorilor străini. Totuși, acest episod a fost integrat în epopeea comunală, și nu în cea maritimă.

#### După unificarea Italiei

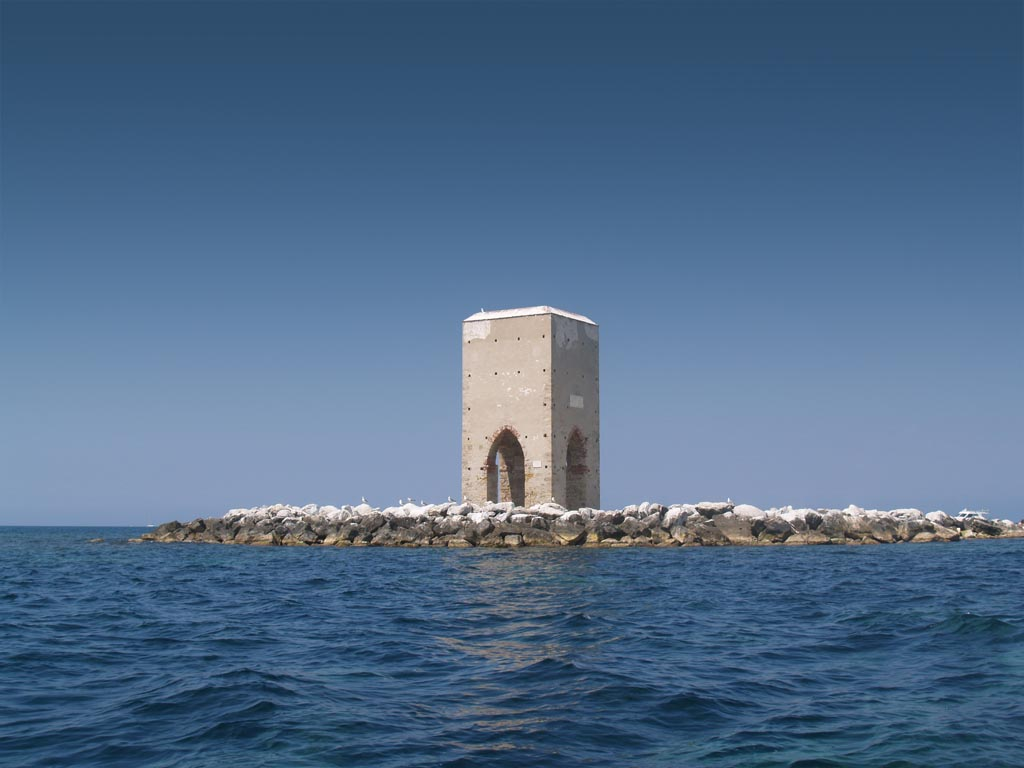
Le Secche della Meloria - locul unde în anul 1284 flota genoveză, condusă de Oberto Doria, a distrus flota pisană într-o bătălie navală decisivă.

În primele decenii după unificarea italiană, patriotismul post-risorgimental a alimentat o redescoperire a Evului Mediu legată de un naționalism romantic, în special a acelor aspecte care păreau să prefigureze gloria națională și luptele pentru independență. Fenomenul „republicilor maritime” a fost atunci reinterpretat, eliberat de prejudecățile negative și alăturat istoriei glorioase a comunelor libere; astfel, acesta s-a afirmat și la nivel popular. Celebrând istoria orașelor maritime italiene, nu s-au considerat atât luptele lor reciproce, cât mai ales întreprinderile lor comune în domeniul maritim. În climatul cultural post-unitar, se considera esențial pentru formarea poporului italian modern să se amintească faptul că, în sânul republicilor maritime și al comunelor, a apărut acea activitate care a inaugurat noua civilizație.

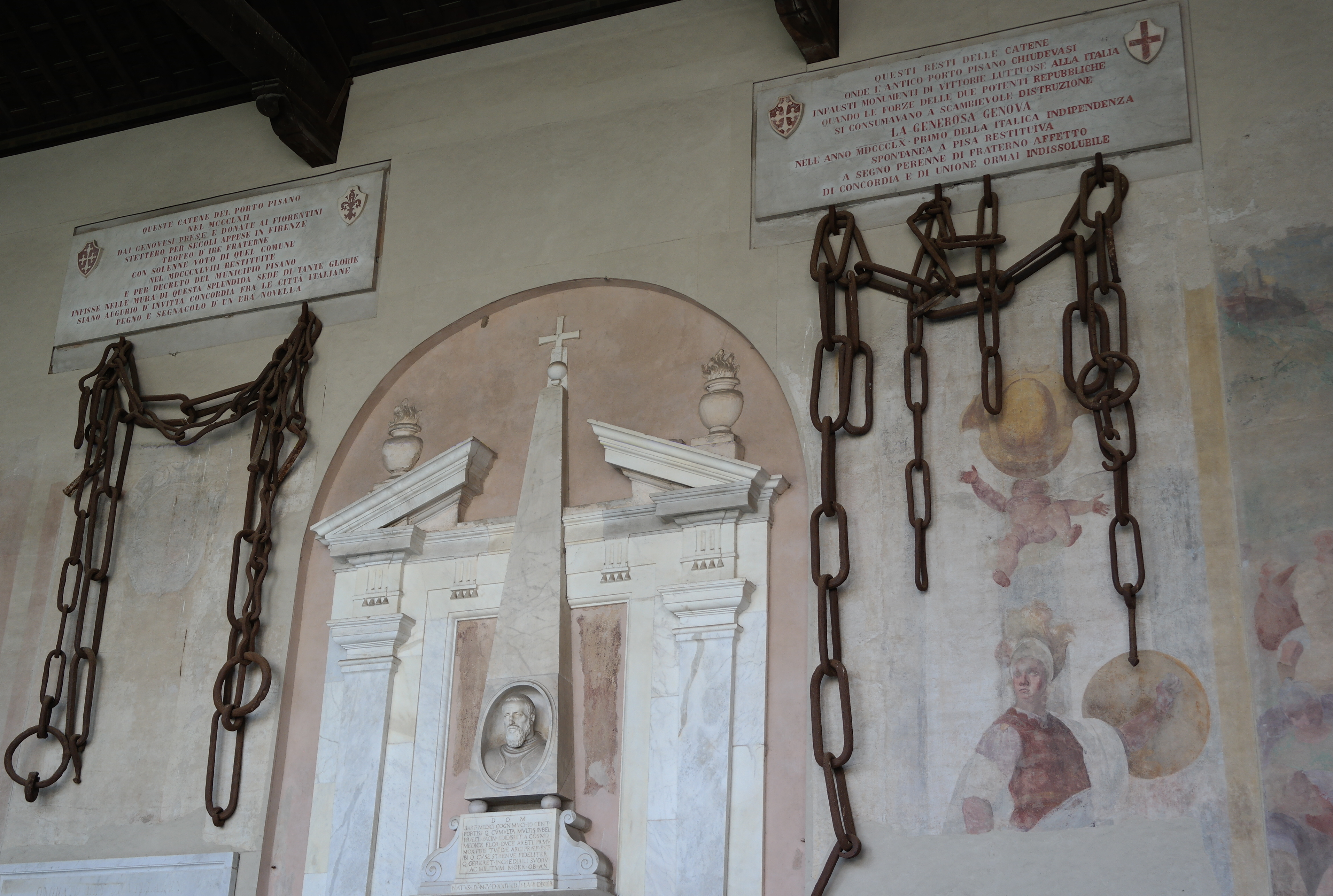
Lanțurile portului din Pisa, luate de genovezi după bătălia de la Meloria si returnate in semn de fraternitate italiana in doua momente diferite ale Risorgimentului: în 1848 si în 1860

Trebuie menționat, de asemenea, că în marina militară italiană, apărută imediat după realizarea unității naționale, deci abia în 1861, existau conflicte aprinse între diversele marine pre-unitare: sardă, toscană, pontificală și napolitană; exalarea spiritului marinăresc care unea toate republicile maritime permitea evidențierea unei baze istorice comune, depășind astfel diviziunile. Era necesar, așadar, să fie eliminate vechile rivalități, iar un gest semnificativ în acest sens a fost restituirea Pisei, din partea orașului Genova, a lanțurilor care închideau portul orașului toscan, confiscate în timpul luptelor medievale și restituite în 1860, ca semn de afecțiune frățească și de uniune indisolubilă între cele două orașe, așa cum se poate citi pe plăcuța pusă după restituire.
În 1860, s-a introdus și studiul republicilor maritime ca fenomen unitar în programele școlare. Aceasta a contribuit și mai mult la popularizarea conceptului. În cursurile de liceu, începând din acel an, se prevedea abordarea în prima clasă a „cauzelor rapidei renașteri a comerțului maritim italian - Amalfi, Veneția, Genova, Ancona, Pisa” și „Consolidarea marii puteri navale italiene”. Pentru clasa a doua, se cerea ca profesorul, la începutul anului, să amintească perioada în care au crescut și au înflorit republicile maritime.
De atunci, de fiecare dată când s-au reînnoit programele școlare, studiul fenomenului republicilor maritime a fost mereu confirmat. În 1875, și în programul de Istorie pentru institutele tehnice s-a dat curs indicației ministeriale; se citește astfel în textul școlar al lui Carlo O. Galli că „...dintre toate popoarele Europei, cel care în Evul Mediu a ajuns primul la o mare putere” în navigație a fost poporul italian, iar motivul principal pentru aceasta se atribuie independenței de care s-au bucurat „...republicile maritime ale Italiei, dintre care merită amintite Amalfi, Pisa, Genova, Ancona, Veneția, Napoli și Gaeta”.
În 1895, marinarul Augusto Vittorio Vecchi, fondatorul Ligii Navale Italiene și cunoscut mai ales ca scriitor sub pseudonimul Jack la Bolina, a scris o Istorie generală a marinei militare, care s-a răspândit pe scară largă și în care sunt evocate faptele militare ale orașelor maritime în ordine cronologică de la origini și până la declin, de la Amalfi la Pisa, Genova și Ancona, până la Veneția.
Observați listele orașelor maritime, care includ cinci republici în programele școlare din 1860 și în textul din 1875 (Amalfi, Veneția, Genova, Ancona și Pisa), în timp ce în textul din 1895 sunt menționate șapte dintre cele principale, adăugând Napoli și Gaeta, limitat la perioada anterioară dominației normande. Toate textele, totuși, menționează două sau trei republici maritime majore: Genova și Veneția, sau Genova, Veneția și Pisa.
Încă lipsea o istorie a marinei italiene care să nu se limiteze la cea militară; cel care a scris-o a fost Camillo Manfroni, în 1899. În textul său, istoricul a identificat faza cea mai glorioasă a istoriei marinei italiene cu perioada republicilor maritime. Spre sfârșitul secolului al XIX-lea, mitul acestor orașe dedicate navigației era astfel consolidat și transmis secolului al XX-lea.

#### Secolul XX

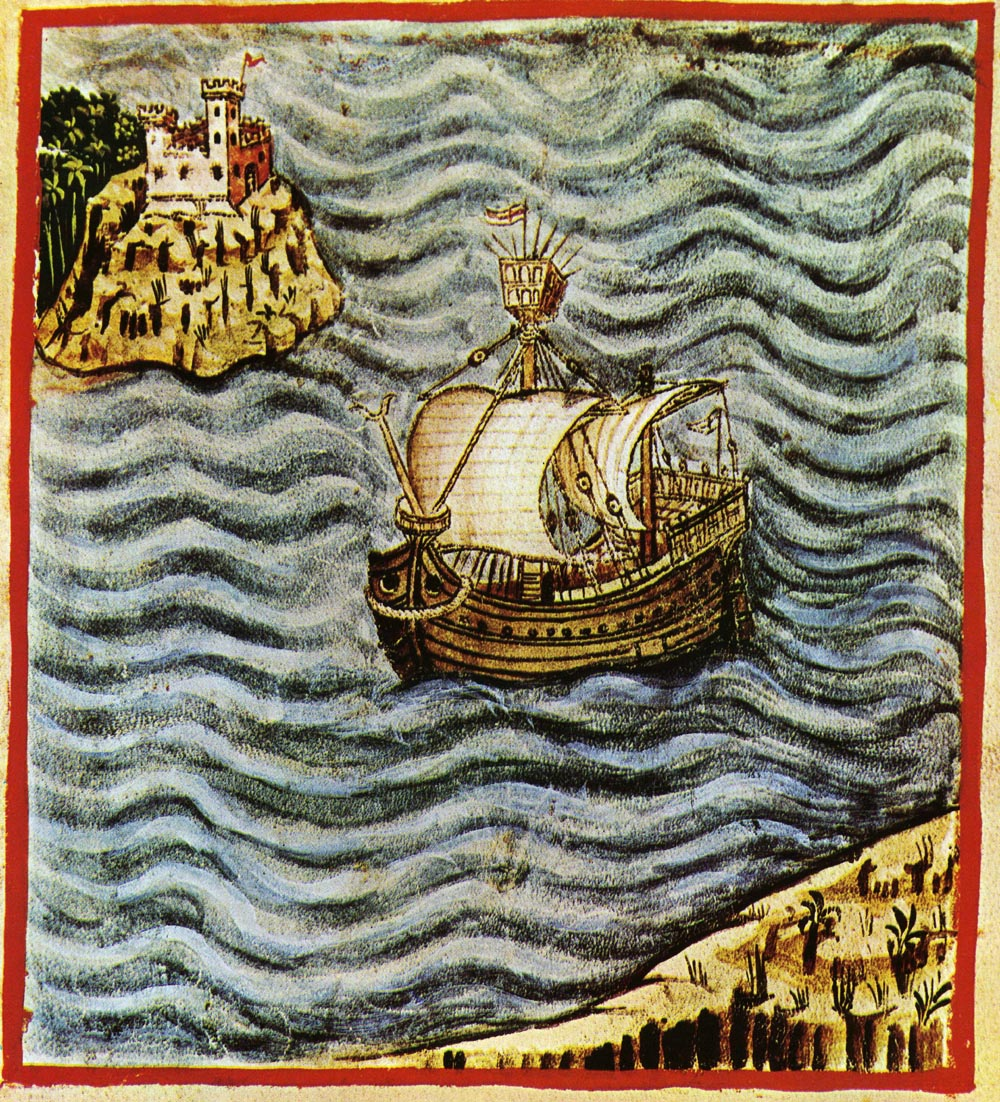
Velier din secolul al XIV-lea, dintr-un tacuinum sanitatis (manual medieval despre sănătate și bunăstare)

Numărul „patru”, care adesea încă este asociat cu republicile maritime, nu este originar; exista mai degrabă o listă scurtă, limitată la două (Genova și Veneția) sau trei orașe (Genova, Veneția și Pisa) și o listă lungă, care includea și Ancona, Amalfi și Gaeta.
Determinant pentru răspândirea listei cu patru republici maritime a fost o publicație a căpitanului Umberto Moretti, care a primit de la Marina Regală, în 1904, sarcina de a scrie istoria maritimă a Republicii Amalfi; volumul a fost publicat cu un titlu foarte semnificativ: La prima repubblica marinara d'Italia (Prima republica maritima a Italiei). De atunci, numele Amalfi s-a alăturat definitiv celorlalte republici din lista scurtă, echilibrând cu prezența sa dezechilibrul către centrul-nord al țării.
În anii ’30 ai secolului XX, s-a consolidat astfel o listă redusă, formată din doar patru nume: Amalfi, Pisa, Genova și Veneția; aceasta a dus, în final, la includerea simbolurilor celor patru orașe în steagul marinei italiene. Drapelul, aprobat în 1941, din cauza războiului a fost adoptat abia în 1947. În 1955, cele patru orașe reprezentate în steagul marinei au dat naștere regatei sugestive a Anticelor Republici Maritime.
Abia în 1967, cu publicarea lucrării lui Armando Lodolini Le repubbliche del mare, a fost reluată lista lungă a republicilor maritime — Amalfi, Pisa, Genova, Veneția, Ancona, Gaeta — la care s-a adăugat și Ragusa dalmată. Cât despre Noli, doar în ultimele decenii s-a clarificat natura sa de mică republică maritimă, anterior recunoscută doar la nivel academic.
În 2000, președintele Republicii, Calro Azeglio Ciampi a rezumat rolul pe care republicile maritime l-au jucat în istorie cu aceste cuvinte:
„... Italia republicilor maritime ... a redeschis Europei căile lumii.”

## Descriere

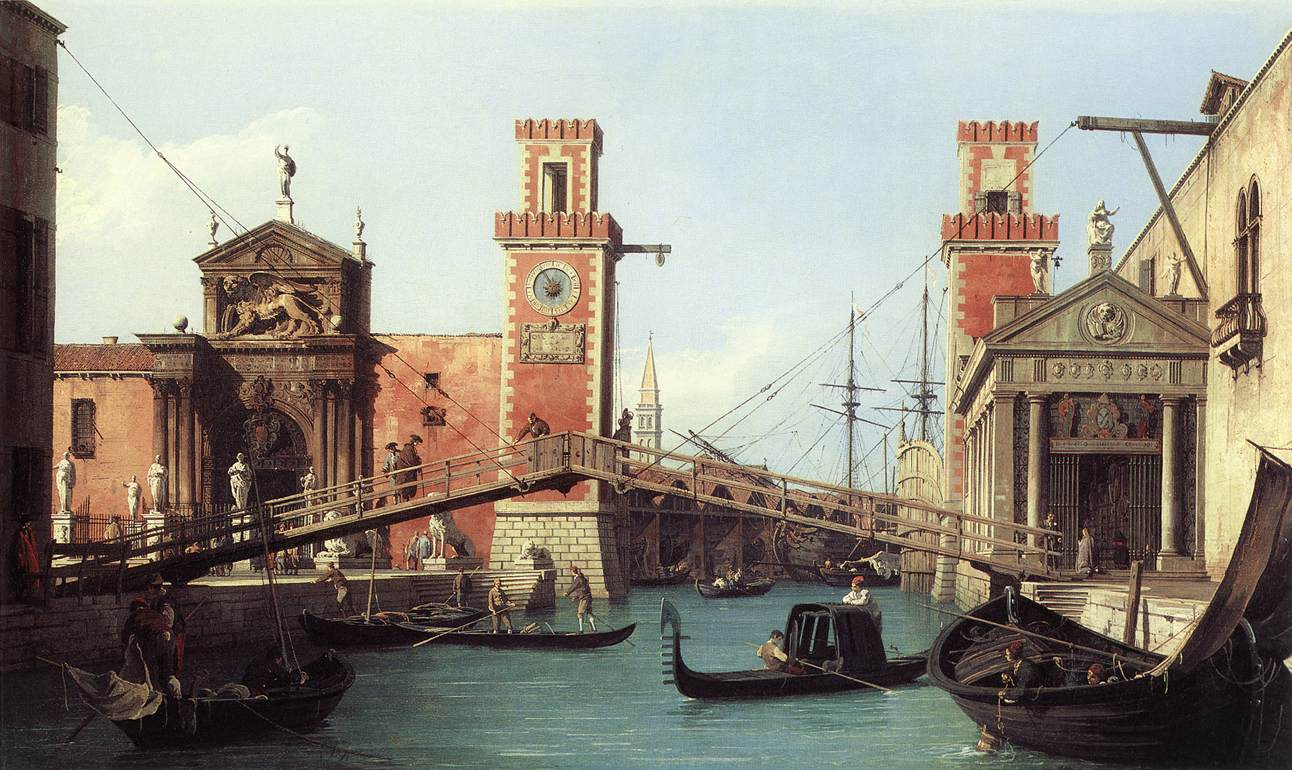
Republicile maritime își construiau navele necesare în propriile lor șantiere navale (it. arsenale). Aici, șantierul naval, Arsenale di Venezia.

### Factori Caracteristici
Elementele care au caracterizat o republică maritimă au fost:
- independența (de jure și/sau de facto);
- apariția și constituirea ca oraș-stat, urmând eventual, să se extindă mai mult;
- autonomia, economia, politica și cultura bazate esențialmente pe navigație și schimburi maritime;
- deținerea unei flote de nave, construite în propriul șantier naval;
- prezența propriilor depozite și reprezentanti in porturile mediteraneene;
- prezența în propriul port a depozitelor și reprezentantilor din orașe și țări străine;
- utilizarea unei monede proprii recunoscute și acceptate în întregul bazin Mediteran;
- utilizarea propriilor legi maritime;
- un guvern de caracter republican oligarhic;
- participarea la cruciade și/sau la reprimarea pirateriei.

### Origini, afirmații și durate

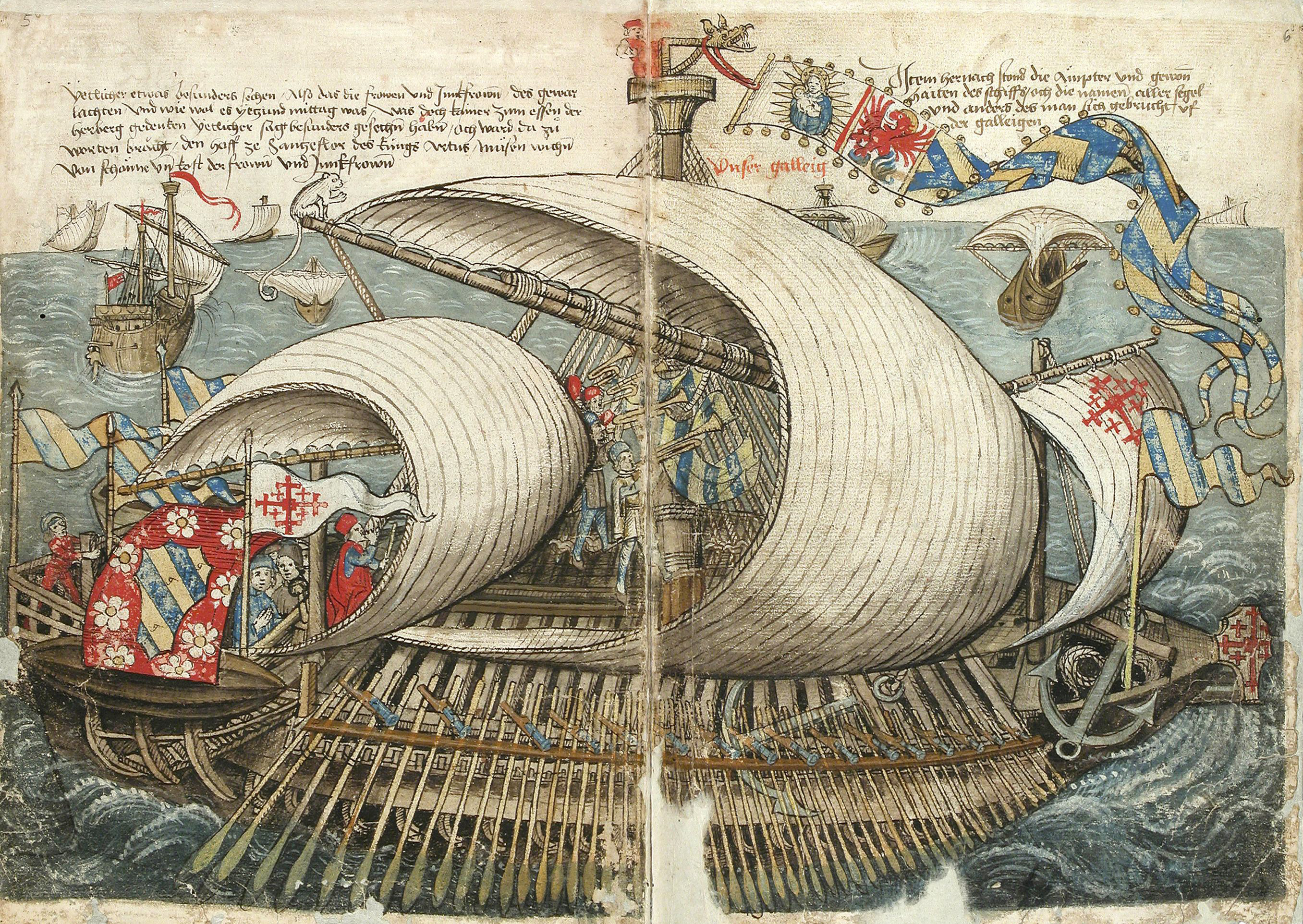
Galera care transportă pelerini în Țara Sfântă – din jurnalul de călătorie al lui Conrad Grünenberg

Relansarea economică care a avut loc în Europa începând cu secolul al IX-lea, combinată cu nesiguranța căilor de comunicație terestre, a făcut ca principalele rute comerciale să se dezvolte de-a lungul coastelor Mării Mediterane. În acest context și datorită crizei puterilor centrale, unele orașe portuare au fost capabile să dobândească tot mai multă autonomie, ajungând să joace un rol important pe scena europeană.
Este interesant de remarcat că șase dintre ele - Amalfi, Veneția, Gaeta, Genova, Ancona și Ragusa - și-au început istoria autonomiei și a comerțului după ce au fost aproape distruse de un jaf teribil sau au fost fondate de refugiați din teritorii devastate. Aceste orașe, expuse incursiunilor piraților și neglijate de puterile centrale, și-au organizat în mod autonom apărarea, combinând comerțul maritim cu protecția sa armată. Apoi, în secolele IX, X și XI, au reușit să treacă la ofensivă, obținând numeroase victorii împotriva sarazinilor, începând cu bătălia istorică de la Ostia din anul 849. Comerțul acestor orașe ajungea până în Africa și, mai ales, în Asia, integrându-se eficient între puterea maritimă bizantină și cea islamică, cu care au stabilit un raport complex de competiție și colaborare pentru controlul rutelor mediteraneene.
Fiecare dintre ele a fost favorizată de poziția sa geografică, departe de principalele căi de trecere ale armatelor și protejată de munți sau lagune, ceea ce le-a izolat și le-a permis să se dedice în liniște comerțului maritim. Toate acestea au dus la o autonomie administrativă treptată și, în unele cazuri, la o adevărată independență față de puterile centrale, care de mult timp nu mai reușeau să controleze provinciile periferice: Imperiul Bizantin, Sfântul Imperiu Roman, Statul Papal.
De asemenea, este important de menționat că formele de independență care au apărut în aceste orașe au fost diverse, iar modul modern de a considera relațiile politice, care face o distincție clară între autonomia administrativă și libertatea politică, întâmpină dificultăți în a le înțelege. 
Din punct de vedere instituțional, în concordanță cu originea lor comunală, orașele maritime erau republici oligarhice, conduse, în general, într-o manieră mai mult sau mai puțin declarată, de principalele familii comerciale. Guvernele erau, așadar, expresia clasei mercantile, care constituia coloana vertebrală a puterii lor; din acest motiv, uneori, aceste orașe sunt denumite în mod generic "republici mercantile". Ele erau dotate cu un sistem complex de magistraturi, cu competențe uneori complementare, alteori suprapuse, care de-a lungul secolelor au arătat o tendință clară de modificare — nu fără un anumit grad de instabilitate — și de concentrare a puterii: astfel, guvernarea a devenit privilegiul nobilimii mercantile în Veneția (din 1297) și al ducelui în Amalfi (din 945). Cu toate acestea, și Gaeta, care nu a avut niciodată un regim republican, și Amalfi, care a devenit ducat în 945, sunt numite republici maritime, întrucât termenul de republică nu trebuie înțeles în sensul modern: până la Machiavelli și Kant, "republică" era sinonim cu "stat" și nu era opus monarhiei.
Cruciadele au oferit ocazia de a extinde comerțul: Amalfi, Genova, Veneția, Pisa, Ancona și Ragusa erau deja angajate în comerțul cu Levantul, dar odată cu Cruciadele, mii de locuitori ai orașelor maritime s-au revărsat în Orient, creând depozite (magazii), colonii și stabilimente comerciale. Aceștia au exercitat o mare influență politică la nivel local: comercianții italieni constituiau, în centrele unde își desfășurau activitatea, asociații de breaslă cu scopul de a obține de la guvernele străine privilegii jurisdicționale, fiscale și vamale.
Doar Veneția, Genova și Pisa au avut o expansiune teritorială peste mări, deținând regiuni întinse și numeroase insule de-a lungul coastelor mediteraneene; Genova și Veneția au ajuns, de asemenea, să domine întreaga lor regiune și părți din regiunile învecinate, devenind capitale ale unor state regionale; Veneția a fost apoi singura care a dominat teritorii foarte îndepărtate de coastă, ajungând să ocupe Lombardia de Est. Amalfi, Gaeta, Ancona, Ragusa și Noli și-au extins, în schimb, dominația doar asupra unei părți din teritoriul propriei regiuni, configurându-se ca orașe-stat; toate republicile au avut însă propriile colonii și depozite (magazii) în principalele porturi mediteraneene, cu excepția Noliei, care beneficia de cele genoveze.
Dacă premisa nașterii republicilor mercantile a fost absența unei autorități centrale puternice, sfârșitul lor a fost, dimpotrivă, datorat afirmării unui stat centralizat puternic: de obicei, independența putea dura atâta timp cât comerțul era capabil să asigure prosperitate și bogăție, dar când acestea încetau, declinul economic ducea la anexare, nu neapărat violentă, de către un stat puternic și organizat.
Longevitatea diferitelor republici maritime a fost foarte variată: Veneția a avut cea mai lungă viață, din Evul Mediu Timpuriu până în epoca napoleoniană; și Genova și Ragusa au avut o istorie foarte lungă, din anul 1000 până în epoca napoleoniană; Noli a durat la fel de mult, dar a încetat să mai facă comerț deja în secolul al XV-lea. Pisa și Ancona au avut, de asemenea, o viață lungă, rămânând independente până în Renaștere. Amalfi și Gaeta au fost însă primele care au căzut, cucerite de normanzi în secolul al XII-lea.

### Importanța republicilor maritime

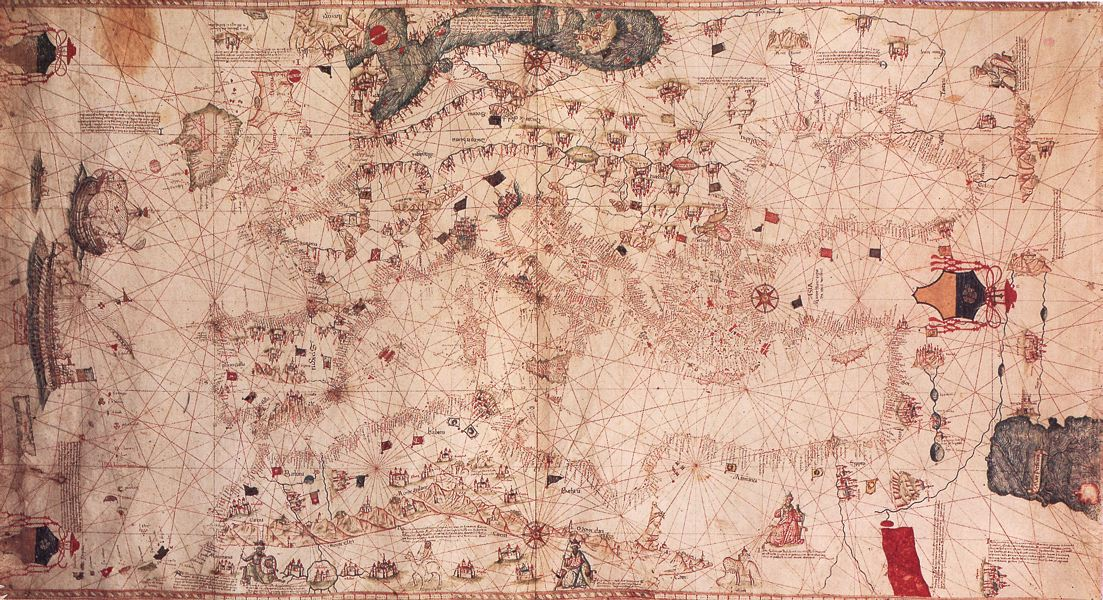
Harta nautica a Mediteranei de Grazioso Benincasa (1482), din școala cartografica din Ancona

Grație republicilor maritime, s-au reactivat contactele dintre Europa, Asia și Africa, care fuseseră aproape întrerupte după căderea Imperiului Roman de Apus. Istoria acestor republici se leagă atât de începuturile expansiunii europene către Orient, cât și de originile capitalismului modern, înțeles ca un sistem mercantil și financiar. În aceste orașe s-au bătut monede de aur, care nu mai fuseseră folosite de secole, s-au pus la punct noi practici de schimb și de contabilitate, ceea ce a dus la nașterea finanțelor internaționale și a dreptului comercial.
De asemenea, au fost stimulate progresele tehnologice în navigație; de exemplu, amalfitanii au îmbunătățit și răspândit busola, iar venețienii au inventat galera de mari dimensiuni. Navigația datorează mult republicilor maritime și în ceea ce privește cartografia nautică: toate hărțile din secolele al XIV-lea și al XV-lea care au ajuns până la noi aparțin școlilor din Genova, Veneția și Ancona.

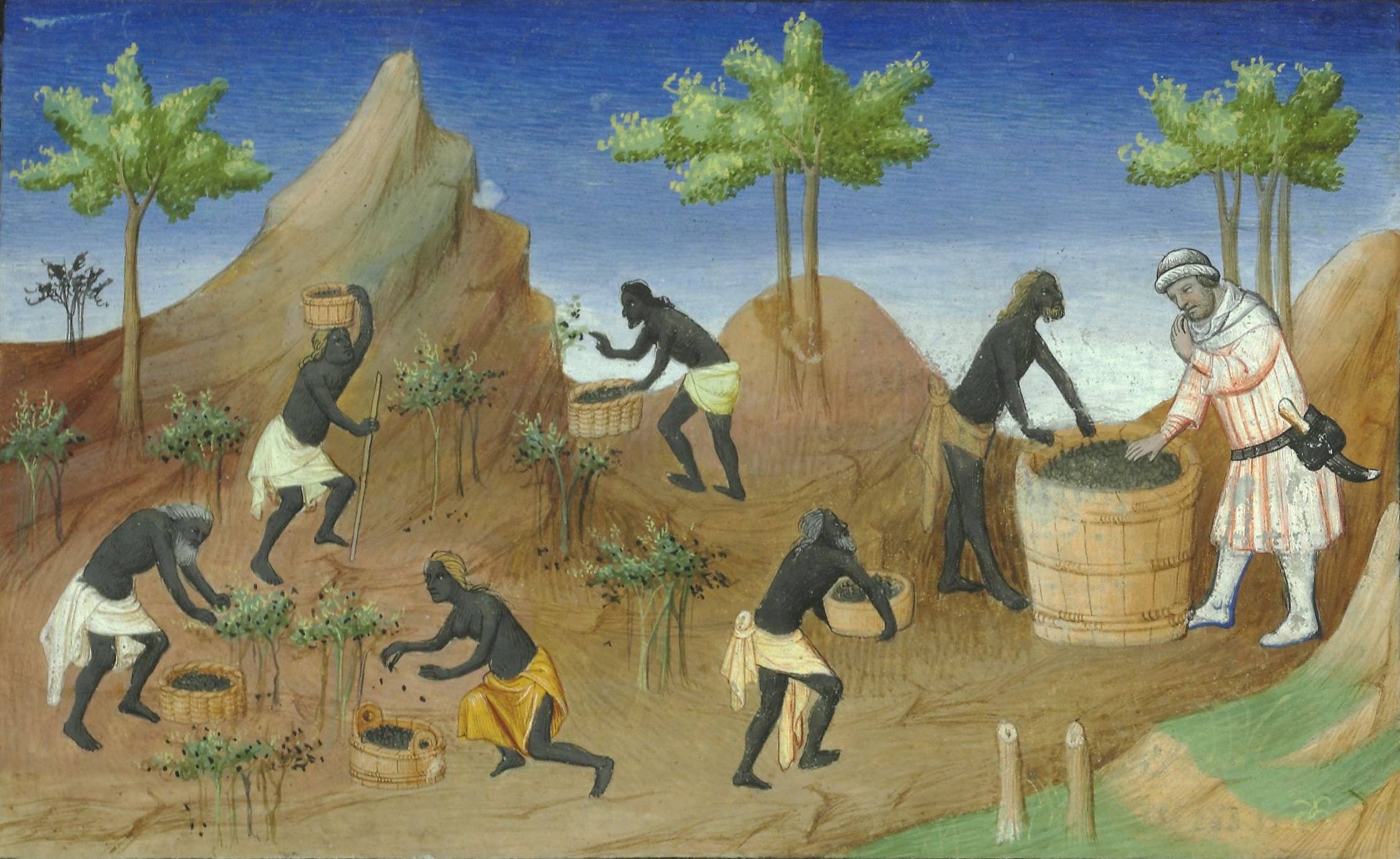
Recolta de piper; din Il Milione de Marco Polo, ediția franceza din sec. XV

Din Orient, republicile maritime importau o gamă largă de mărfuri imposibil de găsit în Europa, pe care le revindeau apoi în alte orașe din Italia și din Europa centrală și de nord, creând astfel un triunghi comercial între Orientul arab, Imperiul Bizantin și Italia. Până la descoperirea Americii, ele au fost noduri esențiale ale schimburilor dintre Europa și celelalte continente.
Printre produsele cele mai importante se numărau:
- Medicamente: aloe, balsam, ghimbir, nucă de camfor, laudanum, cardamom, rubarbă, astragal;
- Condimente: piper, cuișoare, nucșoară, scorțișoară, zahăr;
- Parfumuri și substanțe aromatice pentru ardere: mosc, mastix, lemn de santal, tămâie, ambră;
- Coloranți: indigo, alum, carmin, lac;
- Materiale textile: mătase, in egiptean, cânepă, brocart, catifea, damasc, covoare;
- Produse de lux: pietre prețioase, coral, perle, fildeș, porțelan, fire de aur și argint.

Republicile maritime au avut un impact semnificativ asupra istoriei artei, datorită marii prosperități aduse de comerț, până la punctul în care cinci dintre ele (Amalfi, Genova, Veneția, Pisa și Ragusa) sunt astăzi incluse în lista Patrimoniului Mondial UNESCO. Deși nu se poate vorbi despre o artă maritima specifică, adică despre un curent artistic comun și exclusiv al lor, un caracter definitoriu a fost amestecul de elemente din diversele tradiții artistice mediteraneene, în principal bizantine, islamice și romanice.
Din coloniile republicilor maritime se trag, cel puțin parțial, actualele comunități italiene din străinătate din Grecia, Turcia, Liban, Gibraltar și Crimeea, precum și insula lingvistică a Tabarchinilor din Sardinia și fosta comunitate a italienilor din Odesa.

## Scurta istorie a fiecărei republici
Pe o perioada de aproape un mileniu, 8 orase italiene s-au născut, au luptat, au înflorit si decazut, formand ceea ce azi numim "Republicile Maritime".  Pe scurt, iata istoria a fiecareia dintre ele:

### Amalfi și Republica (Ducatul) Amalfi
| Expansiunea si comertul Republicii Maritime Amalfi |  |
| -------------------------------------------------- |  |

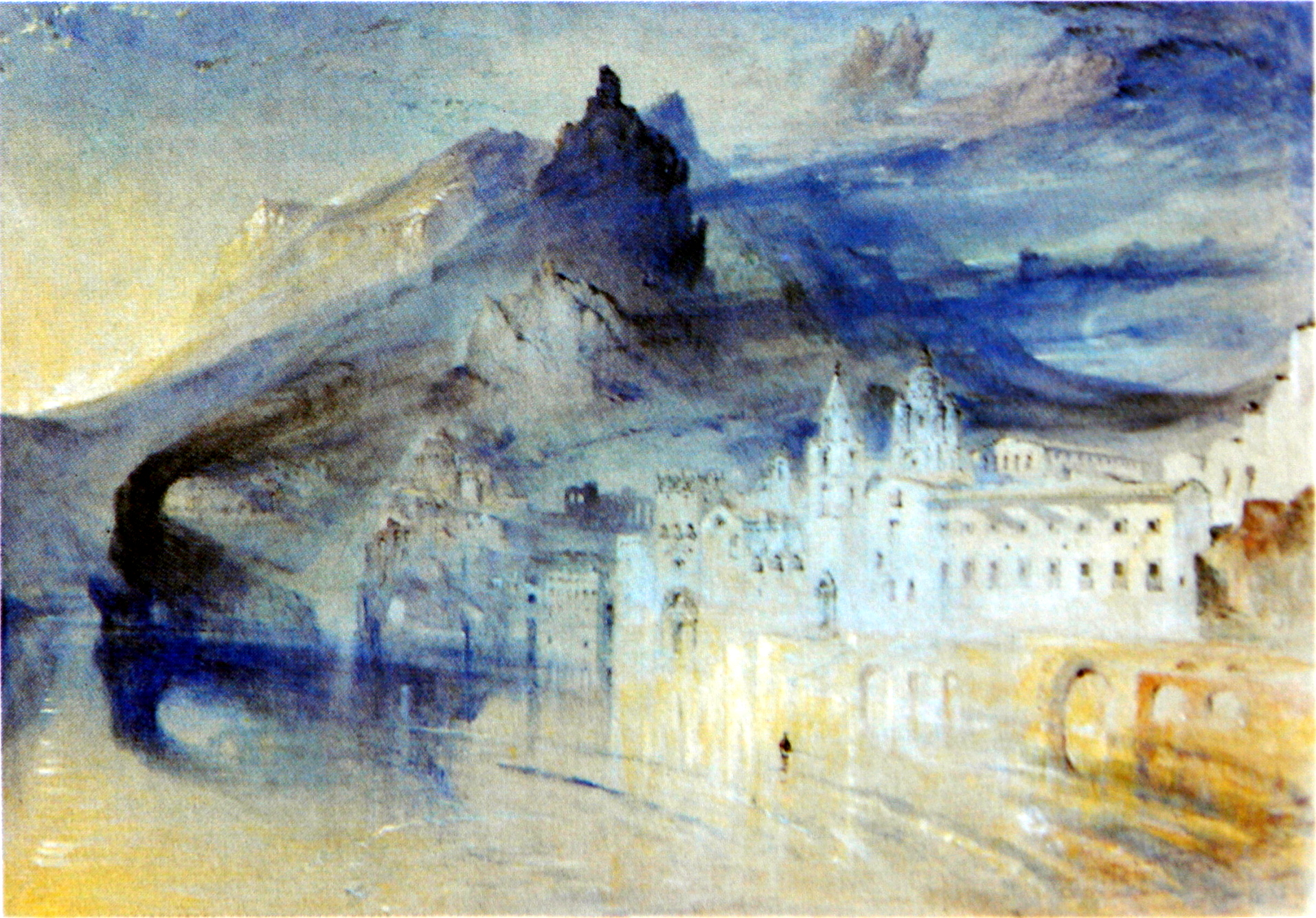
Amalfi intr-o pictura de John Ruskin

Prima republică maritimă care a atins o importanță de prim rang, Amalfi, și-a dobândit independența de facto față de Ducatul de Napoli în anul 839. În acel an, prințul de Benevento, Sicardo, în timpul unui război împotriva bizantinilor, a cucerit orașul și a deportat populația. După ce Sicardo a fost ucis într-o conspirație de palat, amalfitanii s-au răzvrătit, au alungat garnizoana longobardă și au fondat republica liberă Amalfi. Amalfitanii s-au guvernat printr-un sistem republican condus de comiți, sub supravegherea prefecților, până în 945, când Mastaltus al II-lea a preluat puterea și s-a proclamat duce.
Deja de la sfârșitul secolului al IX-lea, ducatul a dezvoltat schimburi comerciale intense cu Imperiul Bizantin și cu Egiptul. Comercianții amalfitani au reușit să elimine monopolul arab asupra comerțului mediteranean și au înființat în secolul al X-lea baze comerciale în sudul Italiei, în nordul Africii și în Orientul Mijlociu. În secolul al XI-lea, Amalfi a atins apogeul puterii sale maritime, având depozite comerciale la Constantinopol, Laodicea, Beirut, Iafo, Tripoli din Siria, Cipru, Alexandria, Tolemaida și chiar la Bagdad și în India.

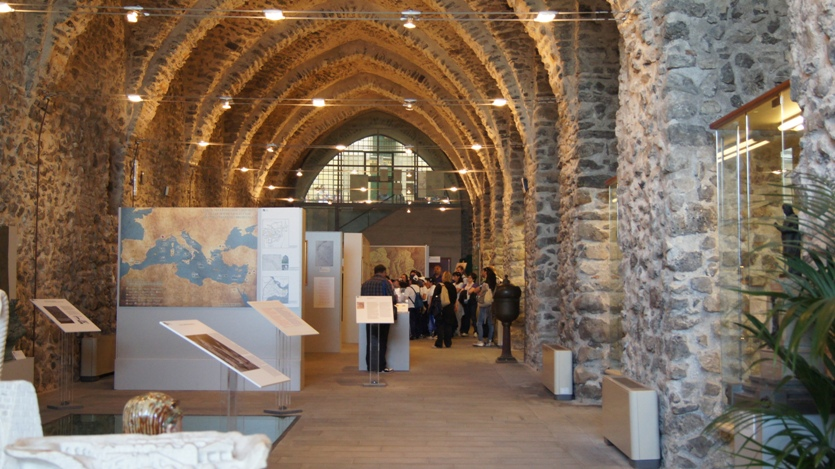
Interiorul șantierului naval din Amalfi

Granițele sale terestre se întindeau de la râul Sarno până la Vietri, iar la vest se învecina cu Ducatul de Sorrento; de asemenea, poseda insula Capri, oferită de bizantini drept recompensă pentru înfrângerea sarazinilor la San Salvatore în 872. În plus, pentru doar trei ani (între 831 și 833), ducii de Amalfi, Mansone I și Giovanni I, au controlat și Principatul de Salerno, care includea întreaga Lucanie. Flota amalfitană a contribuit la eliberarea Mării Tireniene de pirații sarazini, înfrângându-i la Licosa (846), Ostia (849) și pe râul Garigliano (915).
La începutul mileniului al doilea, Amalfi era „cel mai prosper oraș din Longobardia”, singurul care, prin populație (probabil 80.000 de locuitori) și prosperitate, putea concura cu marile metropole arabe. Amalfi bătea propria monedă de aur, tarì, care circula în toate porturile mediteraneene importante; din acea epocă datează și „Tavolele amalfitane”, un cod de drept maritim care a rămas valabil pe tot parcursul Evului Mediu; la Ierusalim, nobilul comerciant Mauro Pantaleone a construit spitalul din care vor lua naștere Cavalerii de Malta.

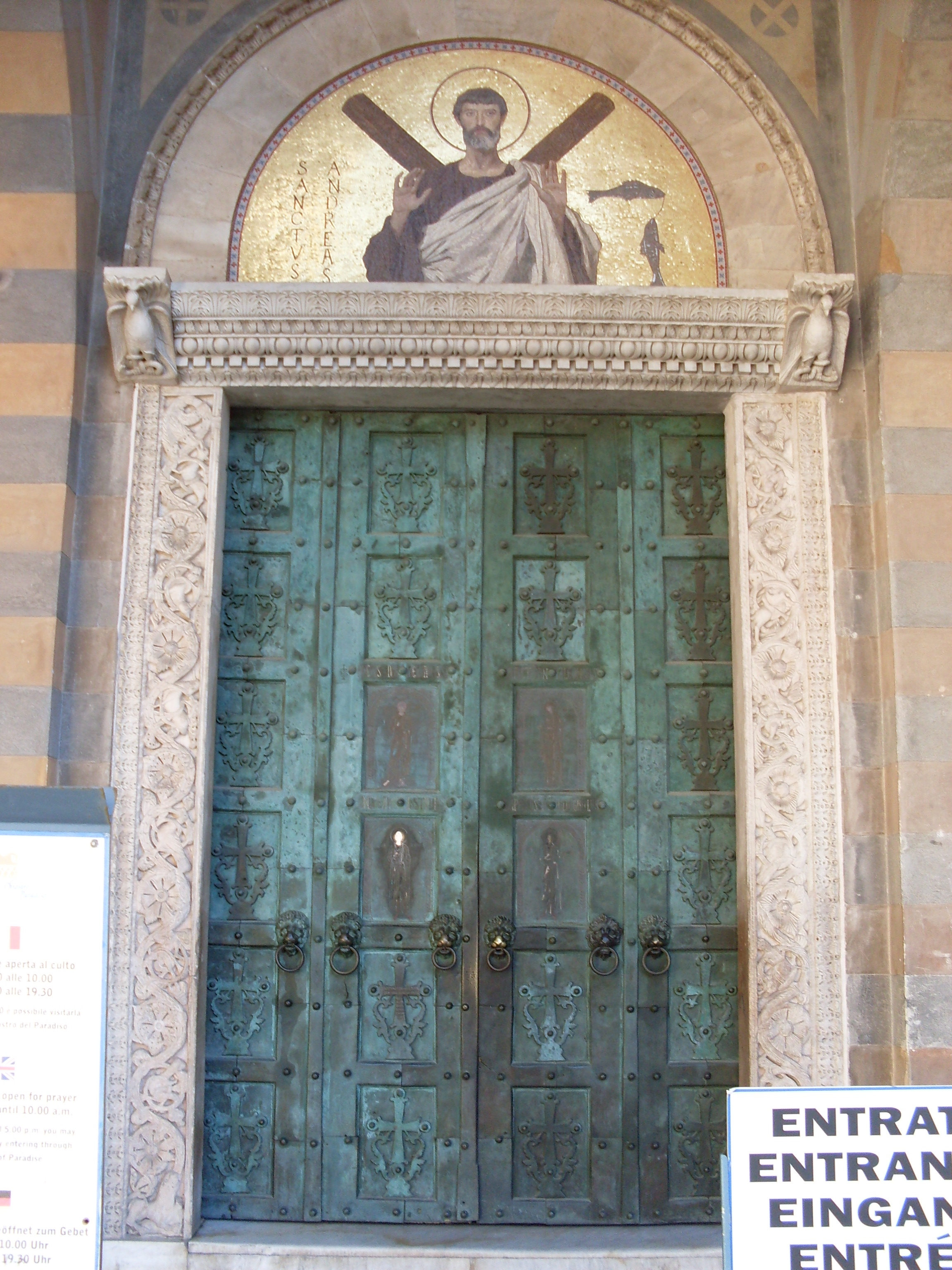
Ușa de bronz a Domului din Amalfi (sec. XI)

Ducii înțelepți ai Amalfiului au știut să își păstreze puterea, aliindu-se, în funcție de circumstanțe, fie cu bizantinii, fie cu Papa, fie cu musulmanii.
Pentru mult timp, pe baza unei interpretări greșite a unui pasaj al umanistului Flavio Biondo, amalfitanului Flavio Gioia i-a fost atribuită invenția busolei. Cu toate acestea, citind corect pasajul lui Biondo, rezultă că Flavio Gioia nu a existat niciodată, iar gloria amalfitanilor nu a constat în inventarea busolei, care a fost de fapt adusă din China, ci în faptul că au fost primii care au utilizat-o și au răspândit-o în Europa.
Legătura strânsă dintre orașul Amalfi și Orient este atestată și de arta care a înflorit în secolele de independență, în care s-au îmbinat armonios influențe bizantine și arabo-normande.
În jurul mijlocului secolului al XI-lea, puterea ducatului Amalfi a început să scadă. În 1039, din cauza unor lupte interne, a fost cucerit de Guaimario al V-lea, prințul de Salerno, un oraș istoric inamic al Amalfiului, de sub controlul căruia a reușit să se elibereze în 1052 sub ducele Giovanni al II-lea. Totuși, în 1073, Robert Guiscard, chemat de amalfitani împotriva ducatului de Salerno, a cucerit ducatul. Amalfi a rămas în mare parte autonom, dar s-a răzvrătit frecvent împotriva regentilor până în 1100, când ultimul duce, Marino Sebaste, a fost destituit de normanzi, care au lăsat Amalfi doar cu o autonomie administrativă, revocată apoi în 1131 de Roger al II-lea al Siciliei. După cucerirea normandă, decăderea nu a fost imediată, Amalfi devenind între timp un port maritim al statului normand-suev, dar bazinul comercial amalfitan s-a restrâns la vestul Mediteranei, iar orașul a fost treptat înlocuit local de Napoli și Salerno, iar la nivel mediteranean de Pisa, Veneția și Genova.

## Genova si Republica Genoveză

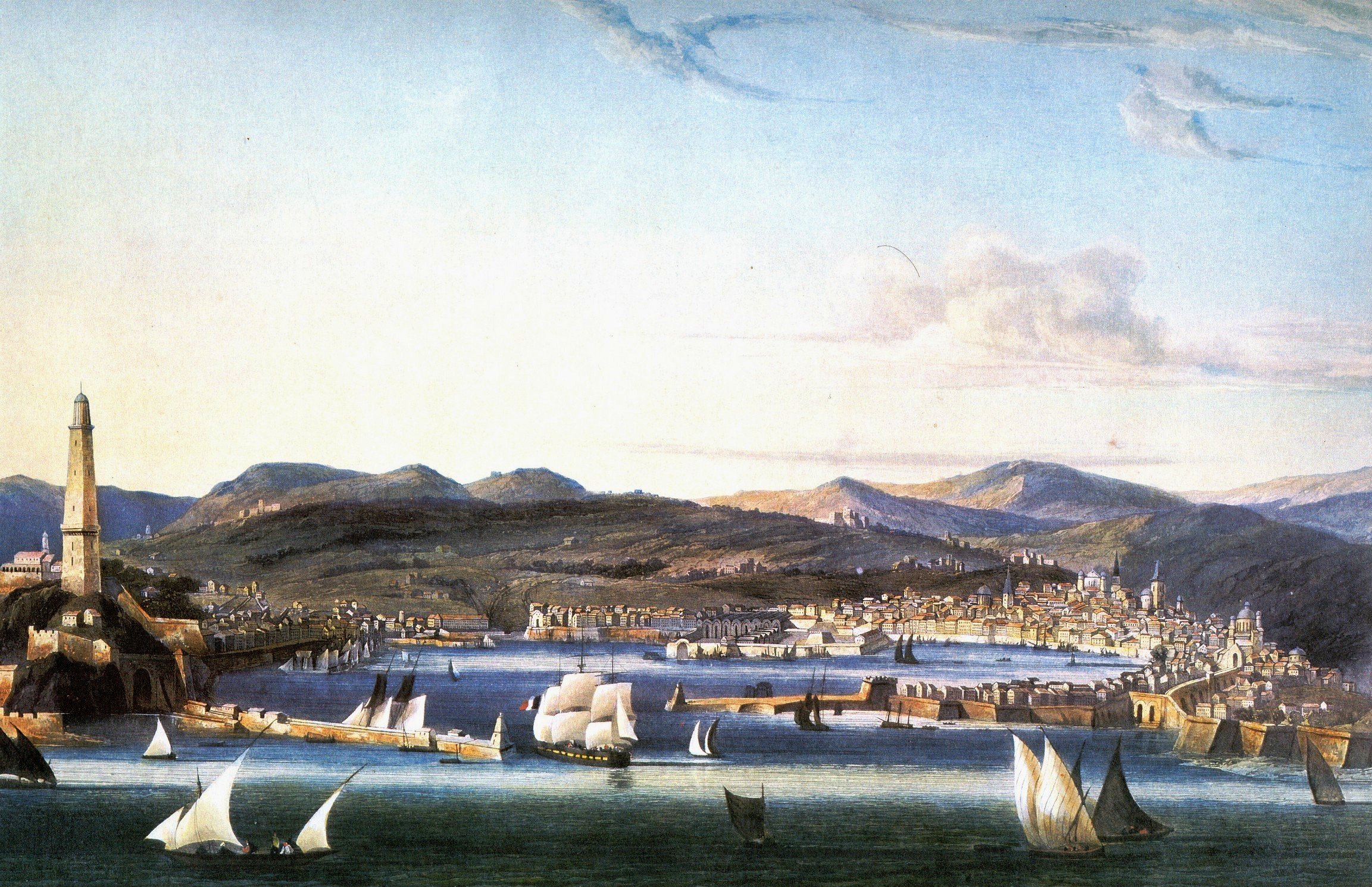
Ambroise Louis Garneray : Vedere cu Genova (circa 1810) arătând orașul vechi, azi centrul.

Genova a renăscut la începutul secolului al X-lea, când, după distrugerea orașului de către sarazini, locuitorii săi au reluat activitatea maritimă. La mijlocul secolului al X-lea, implicându-se în disputa dintre Berengar al II-lea și Otto I de Saxonia, Genova a obținut în 958 independența de facto, oficializată ulterior în 1096 prin crearea „Compagna Communis”, o uniune a comercianților și a feudalilor din zonă.
Între timp, alianța cu Pisa a permis eliberarea Mediteranei occidentale de pirații sarazini. Norocul comunei a crescut considerabil datorită participării la prima cruciadă, care a adus mari privilegii comunităților genoveze în Țara Sfântă.

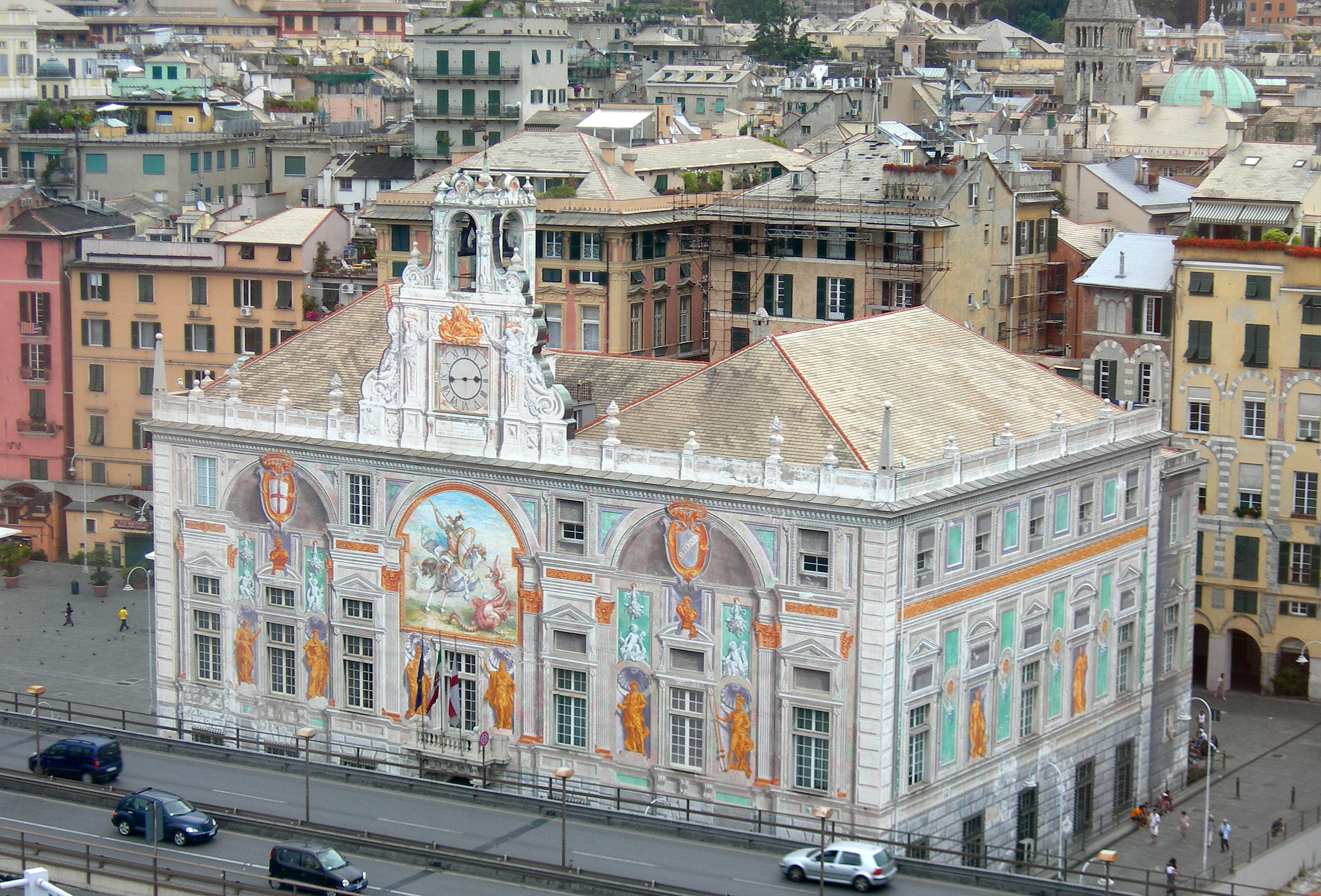
Palatul San Giorgio - pentru o perioadă, sediul băncii omonime

Apogeul Republicii Genova a fost atins în secolul al XIII-lea, în urma Tratatul de la Nymphaeum (1261) și a dublei victorii asupra Pisei (bătălia de la Meloria, 1284) și Veneției (bătălia de la Curzola, 1298). „Superba”, un epitet al orașului derivat din lucrarea lui Petrarca Itinerarium breve de Ianua ad Ierusalem (1358), în care acesta o descria, domina Marea Mediterană și Marea Neagră și controla o mare parte din Liguria, Corsica, Giudicato Sard din Torres, Egeea de Nord și sudul Crimeei.
Secolul al XIV-lea a marcat însă o gravă criză economică, politică și socială pentru Genova, care, slăbită de lupte interne, a pierdut Sardinia în favoarea aragonezilor, a fost învinsă de Veneția la Alghero (1353) și Chioggia (1379) și a fost subjugată de mai multe ori de Franța și Ducatul de Milano.

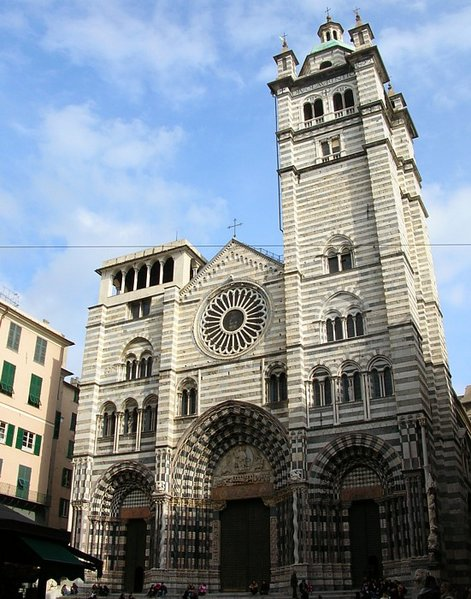
Domul San Lorenzo, Genova

Republica era slăbită chiar de organizarea statului, care, bazată pe acorduri private între principalele familii, ducea la guverne incredibil de scurte și instabile și la lupte de facțiuni foarte frecvente.
După ciumele și dominațiile străine din secolele al XIV-lea și al XV-lea, orașul a cunoscut un al doilea apogeu odată cu recucerirea autoguvernării de către Andrea Doria (1528), atât de mult încât secolul următor a fost numit El siglo de los Genoveses. Această denumire nu s-a datorat comerțului maritim, ci penetrării sale impresionante în domeniul bancar, datorită Băncii San Giorgio, care a transformat Genova într-o adevărată putere economică mondială: multe monarhii europene, precum Spania, au fost legate de împrumuturile bancherilor genovezi, iar moneda sa, genovino, a devenit una dintre cele mai importante din lume.
Cu toate acestea, republica era atunci independentă doar de jure, pentru că, de facto, se afla sub influența principalelor puteri vecine, mai întâi francezii și spaniolii, apoi austriecii și Savoia. Republica a căzut în urma primei campanii italiene a lui Napoleon Bonaparte: devenită Republica Ligurică în 1797, a fost anexată Franței în 1805, cu ocazia celei de-a doua campanii italiene. În 1815, Congresul de la Viena a decretat anexarea sa la Regatul Sardiniei. Importanța artistică a Genovei a fost recunoscută de UNESCO prin includerea Strade Nuove și a complexului Palazzi dei Rolli în patrimoniul mondial. Legătura indisolubilă dintre Genova și navigație este atestată de Lanzerotto Malocello, de frații Ugolino și Vadino Vivaldi și, mai ales, de celebrul Cristofor Columb, unul dintre cei mai mari navigatori din toate timpurile.

|  |  |  |

## Pisa și Republica Pisană
|  |  |
|  |  |

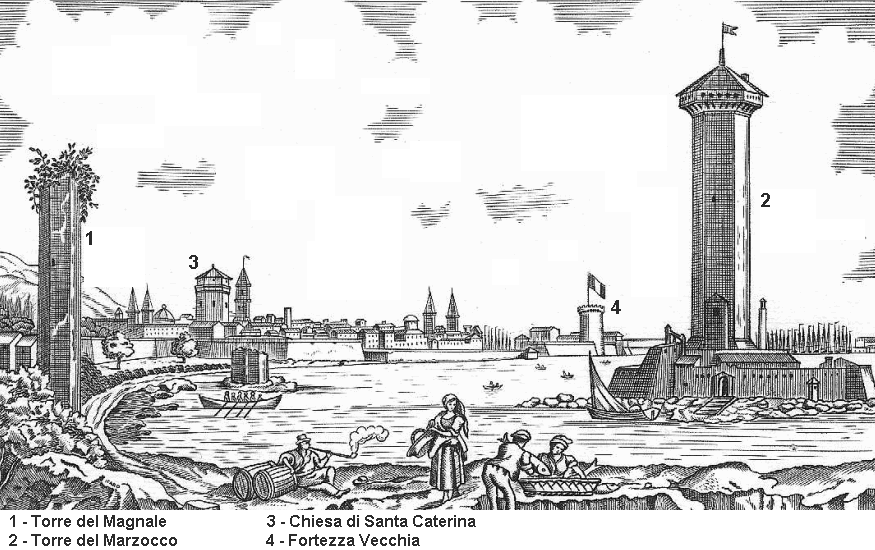
Portul pisan și orașul Livorno, in sud

Republica Pisană se naste în secolul XI.  În această perioadă istorică, Pisa și-a intensificat comerțul în Marea Mediterană și a ajuns să se confrunte de mai multe ori cu navele sarazine, învingându-le la Reggio Calabria (1005), la Bona (1034), la Palermo (1064), la Mahdia (1087), și datorită alianței cu puterea în ascensiune a Regatului Siciliei. 
La început, Pisa era condusă de un viconte, a cărui putere era limitată de episcop: însă, în secolul al XI-lea, orașul, guvernat de un Consiliu al Bătrânilor, profitând de luptele dintre aceste două puteri, a dobândit o autonomie de facto, oficializată apoi în 1081 de către Henric al IV-lea de Franconia.

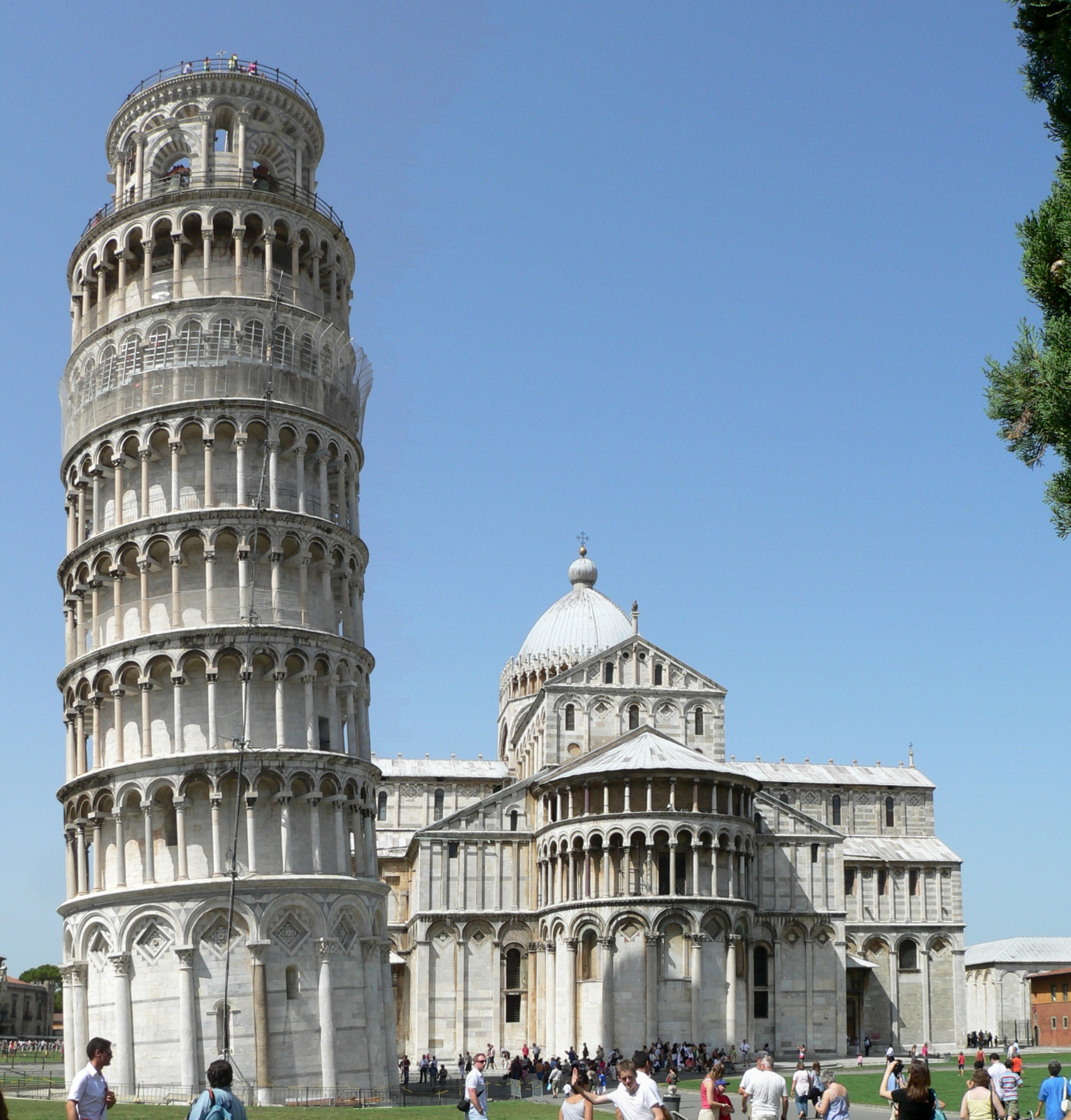
Câmpul miracolelor cu Turnul înclinat și Domul din Pisa

În 1016, Pisa, datorită alianței cu Genova, a învins sarazinii, a cucerit Corsica și judecătoriile sarde Cagliari și Gallura și a obținut controlul asupra Mării Tireniene; un secol mai târziu a ocupat Insulele Baleare. În același timp, puterea sa economică și politică a crescut considerabil datorită drepturilor comerciale obținute prin Cruciade, care i-au permis să stabilească numeroase depozite în Țara Sfântă. Pisa a fost mereu cea mai ferventă susținătoare a cauzei ghibeline, opunându-se astfel orașelor guelfe Genova, Noli, Lucca și Florența; moneda sa, aquilino (moneda pisană), a purtat mereu numele împăratului.
Pisa a atins apogeul splendorii sale între secolele al XII-lea și al XIII-lea, când navele sale controlau Marea Mediterană de Vest și a putut să se exprime în domeniul artei prin stilul arhitectural romanic-pisan, o combinație de elemente occidentale, orientale, islamice și clasice.

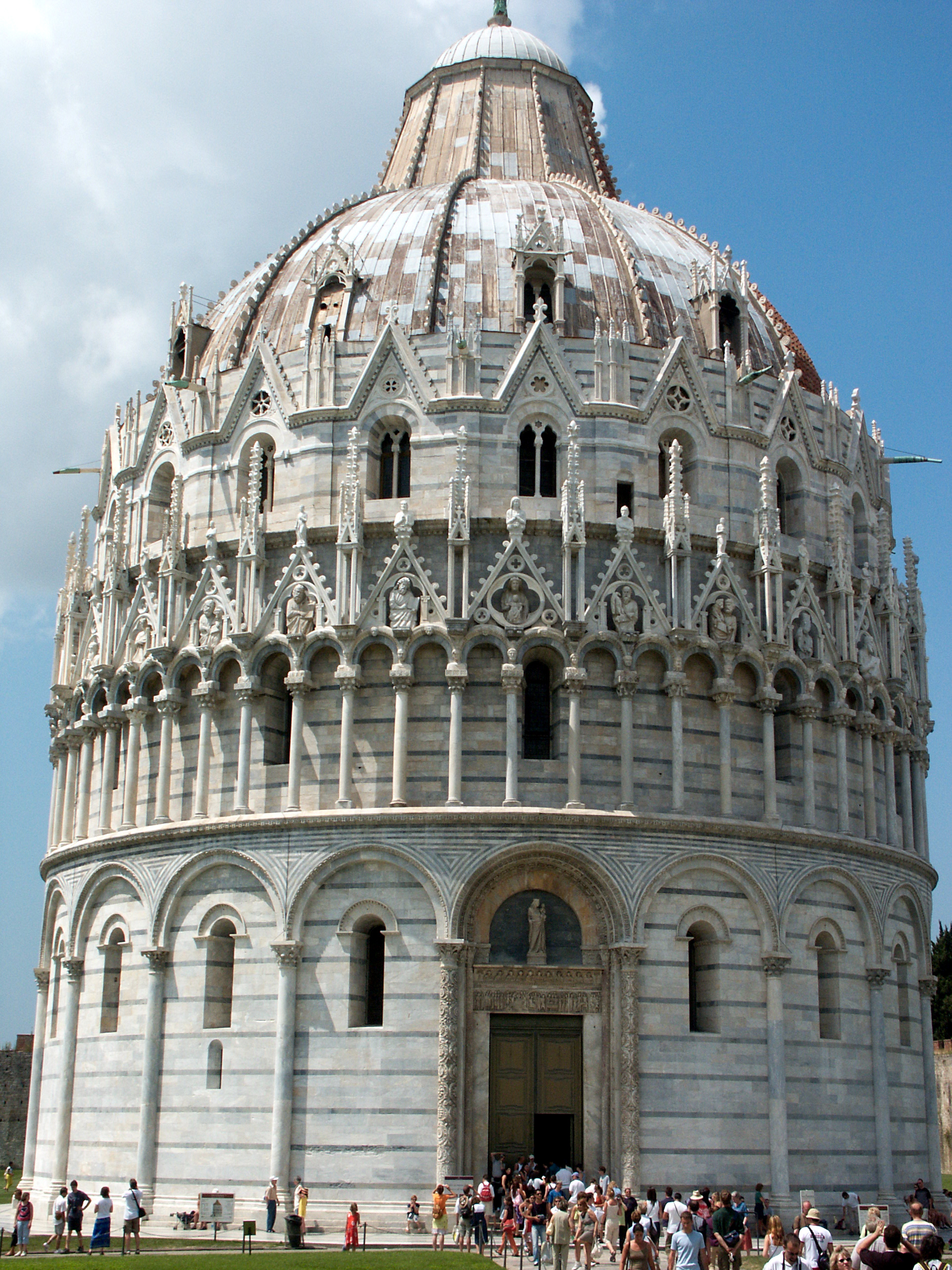
Baptisteriul San Giovanni

Rivalitatea cu Genova s-a accentuat în secolul al XIII-lea și a culminat cu bătălia navală de la Meloria (1284), care a marcat începutul declinului puterii pisane, cu cedarea Corsicii către Genova (1299), la care s-a adăugat în 1324 - după bătălia de la Lucocisterna - cedarea Sardiniei în favoarea Aragonului. Însă, mai ales, spre deosebire de Genova, Pisa trebuia să controleze un teritoriu continental, care avea în vecinătate orașele rivale Lucca și Florența: acest lucru a slăbit forțele maritime și a dus republica la ruină.
În secolul al XIV-lea, Pisa a trecut de la statutul de comună la cel de seniorie, menținându-și independența și, în esență, dominația asupra coastei toscane, și s-a împăcat cu Genova. Cu toate acestea, în 1406, orașul a fost asediat de milanezi, florentini, genovezi și francezi și anexat de Republica Florentină. În timpul crizei acesteia din războaiele Italiei din secolul al XVI-lea, Pisa s-a răsculat împotriva lui Piero cel Nesăbuit și în 1494 s-a reconstituit ca republică autonomă, restabilind moneda și magistraturile proprii; dar după 16 ani de război greu, în 1509, Florența a reușit să o recucerească definitiv. Vechiul port pisan, acum colmatat din cauza aluviunilor râului Arno, era situat la nord de orașul actual Livorno.
Viața pisanezului Leonardo Fibonacci, celebru matematician, ilustrează bine relația profitabilă dintre comerț, navigație și cultură, tipică republicilor maritime; el a reformat și a răspândit în Europa cunoștințele științifice arabe, inclusiv numerotația cu zece cifre și utilizarea zeroului.

## Veneția si Republica Venețiană (1659 - 1675)
|  |  |
|  |  |

Veneția, fondată de veneți care fugeau de huni în secolul al V-lea, a început un proces gradual de independență față de Imperiul Bizantin începând cu prăbușirea Exarhatului de Ravenna în anul 751. Progrese importante s-au realizat în 840, odată cu semnarea Pactum Lotharii cu Sfântul Imperiu Roman, încheiat între dogele Pietro Tradonico și împăratul german Lothar I, fără a fi implicat suveranul bizantin, deși acesta era formal stăpânul Veneției. Orașul lagunar și-a consolidat puterea datorită dezvoltării relațiilor comerciale cu Imperiul Bizantin, din care făcea încă parte oficial, rămânând ulterior aliat al acestuia în lupta împotriva arabilor și normanzilor. Ruptura definitivă cu Constantinopolul a avut loc doar în timpul războiului din 1122-1126, când dogele Domenico Michiel a declarat război Imperiului de Răsărit, ca urmare a refuzului acestuia de a reînnoi privilegiile comerciale deja acordate vasalului venețian ca recompensă pentru ajutorul oferit în războiul împotriva normanzilor din 1082. Acest război a adus independența completă, atât de jure cât și de facto, oficializată în 1143 prin instituționalizarea Comunei Venețiene.
În jurul anului o mie, Veneția a început expansiunea sa în Adriatică, înfrângând pirații care ocupau coastele Istriei și Dalmației și punând acele regiuni și principalele lor orașe sub propriul său control.
Din punct de vedere instituțional, Veneția era condusă de o oligarhie formată din principalele familii comerciale, sub președinția dogelui și a numeroaselor și diverselor magistraturi, printre care Senatul. Notabilă a fost Serrata del Maggior Consiglio (1297), prin care au fost excluși din guvernare cei care nu aparțineau celor mai importante familii comerciale. La Veneția a fost redactat Capitulare nauticum, unul dintre primele coduri de navigație, ajuns până la noi în versiunea din 1256, dar anterior acestei date cu câteva secole.
A patra cruciadă (1202-1204) i-a permis Veneției să cucerească cele mai importante localități comerciale maritime ale Imperiului Bizantin, printre care Corfu (1207) și Creta (1209), și să ajungă în Siria și Egipt. Veneția a atins astfel apogeul puterii sale, dominând comerțul dintre Europa și Orient: avea depozite comerciale în tot estul Mediteranei și era cunoscută sub numele de Serenissima. La sfârșitul secolului al XIV-lea, Veneția devenise unul dintre cele mai bogate state ale continentului: moneda sa, zecchino, era bătută din aur și a fost una dintre cele mai influente din Europa.

Între secolele XIV și XVIII, Serenissima Republică a Veneției, ca răspuns la politica agresivă a Ducatului de Milano, a cucerit un vast Stato da Tera (Domini di Terraferma - posesiuinile din Italia de nord), care includea Veneto, Friuli, Veneția Giulia și Lombardia până la Brescia; la aceasta se adăuga Stato da Mar, un adevărat imperiu colonial format din posesiunile de peste mări, printre care Istria, Dalmația (cu excepția Ragusăi), aproape toate insulele grecești și Cipru. Serenissima a fost astfel cea mai extinsă dintre republicile maritime și cel mai puternic stat din peninsula italiană.
1. ↑  Simonde, de Sismondi (1807). Storia delle repubbliche italiane dei secoli di mezzo.
2. ↑  Grignola, Antonella (1999). Le repubbliche marinare - Amalfi, Genova, Pisa, Venezia. Giunti.
3. ↑  Enciclopedia Pomba. Utet, Torino. 1942. p. voce "Repubblica".
4. ↑  Guglielmo Heyd. „Le colonie commerciali degli Italiani in Oriente nel medio evo”. Giornale D'Economia Politica di Tubinga.
5. ↑  Graziano, Arici (2003). La galea ritrovata, Consorzio Venezia nuova. p. p. 63.
6. ↑  Brancaccio, Giovanni (1991). Geografia, cartografia e storia del Mezzogiorno. Guida Editori. p. p. 99.
7. ↑  Schwarz, Ulrich (2008). Dizionario biografico degli italiani. Istituto dell'Enciclopedia Italiana. p. vol. 72, Mastalo.
8. ↑  AA, VV (2001). Amalfi, in Napoli e dintorni (guide rosse del TCI). Touring editore. p. pp. 625-626.
9. 1 2 3 4  Montanelli, Indro (2003). Storia d'Italia. Milano, RCS Quotidiani s.p.a.
10. 1 2 3 4 5 6  Montanelli, Indro (2003). Storia d'Italia. Milano, RCS Quotidiani s.p.a. p. vol. 1, pp. 555-562.
11. 1 2  Istituto della Enciclopedia Italiana. „Leonardo Fibonacci”. Treccani.it. Accesat în 1 septembrie 2024.
12. ↑  Valdés, Giuliano (1994). Arte e storia di Pisa. Firenze, Bonechi.
13. ↑  Lemut, Maria Luisa Ceccarelli (1989). Bonifazio (Fazio) Novello Della Gherardesca, in Dizionario biografico degli italiani. Istituto dell'Enciclopedia Italiana. p. vol. 37.
14. ↑  Adriano Prosperi, Gustavo Zagrebelsky, Paolo Viola, Michele Battini (2012). Storia e identità- 1.Medioevo e Età moderna. Milano, Einaudi Scuola.
15. ↑  Pierotti, Piero (2000). Pisa e le sue acque. Alinari (Google libri). p. p. 12.
16. ↑  Enciclopedia Treccani. „voce Repubblica di Venezia; Conosci l'Italia, volume L'Italia storica (ediz. TCI, 1961), pagina 117; Enciclopedia Sapere, voce Venezia (città)”.
17. ↑  Benvenuti, Gino (1998). Le Repubbliche Marinare. Amalfi, Pisa, Genova, Venezia, Roma. Newton & Compton.
18. ↑  Galletto, Pietro (2001). Dai comuni medievali alla Repubblica italiana. edizioni G. Battagin. p. pagina 180.
19. ↑  Stivieri, N. (1870, 2012). Storia di Venezia dalla sua origine fino ai giorni nostri, Milano e Venezia e Trieste. Ristampa: Editore Nabu Press. p. 19. Verificați datele pentru: |date= (ajutor)